# 笕桥街道
笕桥街道，中国浙江省杭州市上城区所辖街道办事处，东临九堡镇。总面积18.2平方千米，总人口12万人。1964年，成立笕桥镇。1985年，笕桥乡并入笕桥镇。2014年撤镇设街。浙江省农业科学研究院和笕桥中央航校旧址位于境内。由于笕桥机场净空区域限高的因素，笕桥街道内的建筑物普遍较为低矮。

## 辖区
笕桥镇现辖：
笕桥社区、农科院社区、机场社区、范家社区、花园社区、弄口社区、草庄社区、白石社区、枸桔弄社区、水墩社区、笕新社区、俞章社区、横塘社区、同心社区、黎明社区、黄家社区、浜河社区和天新社区。

## 交通
- 沪昆铁路：笕桥站
- 杭州地铁4号线笕桥老街站、明石路站，  杭州地铁6号线枸桔弄站，  杭州地铁19号线驿城路站
- 机场路 (杭州)

## 延伸阅读
- 笕桥中央航校旧址